# Ключенок, Василий Дмитриевич
Василий Дмитриевич Ключенок (род. 25 декабря 1948, Бабыничи, Полоцкая область) — российский политик, член Совета Федерации (2013—2014).

## Биография
Заслуженный военный лётчик РФ, почётный академик Украинской академии аэрокосмических наук (1993). Окончил Черниговское высшее военное училище лётчиков (1970), Военно-воздушную академию имени Ю. А. Гагарина (1982), Высшие академические курсы Военной академии Генерального штаба.
Служил в Военно-воздушных силах, прошёл путь от лётчика-инструктора до командующего Военно-воздушными силами военного округа (ВО).
Заместитель начальника Челябинского высшего военного авиационного училища штурманов (1986—1989),
начальник Тамбовского высшего военного авиационного училища лётчиков имени М. М. Расковой (1989—1995),
первый заместитель командира резерва и подготовки кадров Военно-воздушных сил РФ (1995—1997),
командующий Военно-воздушными силами Приволжского ВО (1997—1999).

### Политическая карьера
С 2001 ‒ член Совета Федерации Федерального собрания РФ, заместитель председателя комитета по обороне и безопасности, член комитета по взаимодействию со Счётной палатой РФ.
Награждён орденом «За службу Родине в Вооружённых Силах СССР» 3-й степени.
Представлял исполнительную власть Еврейской автономной области.